# Ченгене скеле
Ченгене скеле, срещано и като Цингене скела, е защитена местност източно от Бургас.
Тя се простира на 160 хектара и обхваща както част от едноименния залив Ченгене скеле (или Цигански залив - оттук и наименованието Цингене скеле), така и част от землището на бургаския квартал Крайморие и на село Маринка.
Местността е включена в списъка със защитените местности през 1995 година. Обявена е като защитена местност с цел опазване на естествени местообитания на защитени и редки видове птици, включени в Червената книга на България и списъка на застрашените видове в Европа.
Срещат се плътни тръстикови масиви с преобладаване на обикновена тръстика, теснолистен папур и езерен камъш. В залива са установени 180 вида птици, от които 52 са включени в Червената книга на България. Мястото е от огромно значение като местообитание на малък корморан и блестящ ибис. На това място няколко пъти е бил наблюдаван световно застрашеният и рядък тънкоклюн свирец.